# Nicolas-François Gillet
Pour les articles homonymes, voir Gillet.
Nicolas-François Gillet né le 31 mars 1712 à Metz et mort le 7 février 1791 à Poissy est un sculpteur et enseignant français.
Il fut directeur de l’Académie impériale des Beaux-Arts à Saint-Pétersbourg.

## Biographie

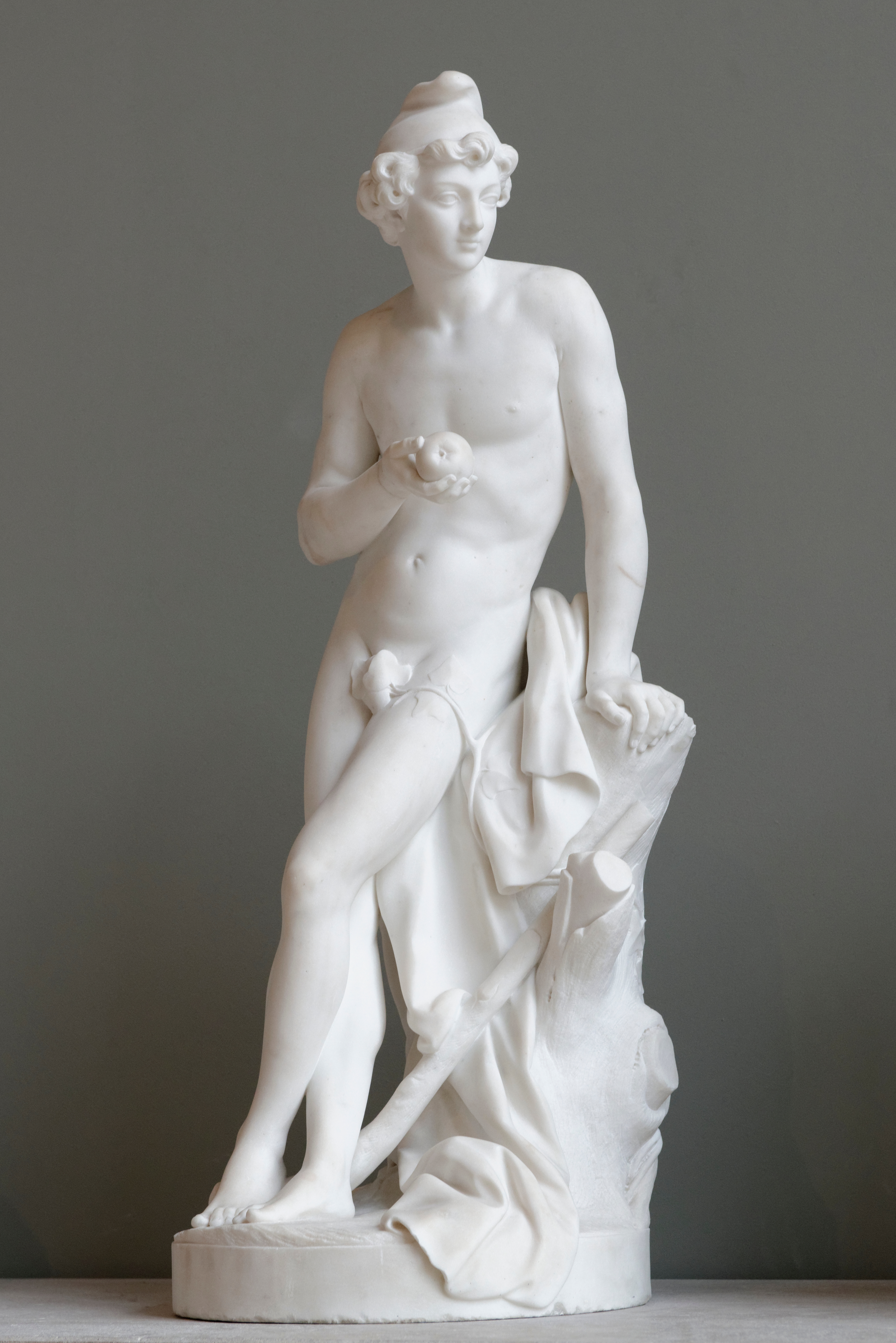
Le Berger Pâris prêt à donner la pomme qui doit être le prix de la beauté (1757), Paris, musée du Louvre. Morceau de réception à l'Académie royale.

Fils du sculpteur François Gillet et de Catherine Michelet, Nicolas-François Gillet naît à Metz, dans le duché de Lorraine, le 2 mars 1709,. Il est admis à l'Académie royale de peinture et de sculpture dans l'atelier du nancéien Lambert Sigisbert Adam. En 1743 et 1745, Gillet obtient deux seconds prix. Ayant obtenu une bourse d'études, il étudie la sculpture à Rome, de 1746 à 1752. Dans cette ville, il réalise un des quatre pendentifs en stuc de la coupole de l’église Saint-Louis-des-Français, celui de saint Augustin. Lors du carnaval de 1748, Gillet incarne un remarquable janissaire, qui sera immortalisé par le peintre Jean Barbault. Rentré à Paris, il épouse la fille de l'architecte Jean-Pierre Defrance (née à Rouen le 19 juin 1725) le 27 novembre 1752. Il est reçu à l’Académie royale un mois après. Son morceau de réception, conservé aujourd'hui à Paris au musée du Louvre, s’intitule Le Berger Pâris prêt à donner la pomme qui doit être le prix de la beauté. Il termina aussi l’œuvre de Jean-Joseph Vinache, L'Aurore et deux enfants se disputant un bouquet près d’un vase rompu.
Appelé par le comte Ivan Chouvalov, Nicolas-François Gillet part en 1758 pour Saint-Pétersbourg, en Russie, pour y enseigner la sculpture. Il y reste vingt ans, d’abord sous le règne de l’impératrice Élisabeth Petrovna puis de Catherine II. Il participe à la création de l’Académie impériale des beaux-arts à Saint-Pétersbourg, dont il devient le directeur avec Anton Lossenko. Ayant formé deux générations de sculpteurs en Russie, ses talents pédagogiques sont aujourd'hui unanimement reconnus. Sa notoriété sera d’avoir formé de grands sculpteurs russes, parmi lesquels il convient de citer Chtedrine, Koslovski, Martos, Gordeïev, Prokoviev et Choubine. En 1778, Gillet retourne à Paris. Il meurt le 7 février 1791 à Poissy, chez l’une de ses filles, Élisabeth, épouse du peintre Étienne de La Vallée-Poussin. La deuxième fille Sophie (mari - Edouard-François Jubin, lieutenant-colonel des gardes d'honneur de l'impératrice) est devenue la grand-mère de l'écrivain Sophie Doin.
Nicolas-François Gillet a laissé de nombreuses œuvres à la postérité dont les bustes d’Ivan Chouvalov (Saint-Pétersbourg, musée Russe), du comte Pierre Chouvalov (Saint-Pétersbourg, musée de l’Ermitage), des vases sculptées en marbre (Saint-Pétersbourg, , palais de Pavlovsk), un buste en bronze de Paul Ier (musée Russe).

## Œuvres
- Paris, musée du Louvre :
  - Enfants jouant avec des fleurs, 1747, avec Jean-Joseph Vinache, groupe en marbre ;
  - Le Berger Pâris prêt à donner la pomme qui doit être le prix de la beauté, 1757, statue en marbre.

## Hommages
Une rue de Metz porte son nom.